# موقری
موقری (به لاتین: Mukry) یک منطقه مسکونی در ترکمنستان است که در استان لب آب واقع شده است.